# 1817
Cette page concerne l'année 1817 (MDCCCXVII en chiffres romains) du calendrier grégorien.
L'année 1817 est une année commune qui commence un mercredi.

## Évènements

### Afrique
- 25 janvier : les Britanniques se retirent officiellement de Saint-Louis, puis de Gorée le 5 février[1]. Les Français reprennent possession du Sénégal. C’est la seule voie fluviale utilisée par les Européens pour progresser à l’intérieur des terres africaines. Les anciens comptoirs sont voués au commerce, et des plantations se développent à l’intérieur des terres. Le colonel Schmaltz est nommé gouverneur du Sénégal.
- 11 février : départ de Tripoli de Paolo Della Cella. Il accompagne une expédition militaire en Cyrénaïque conduite par Ahmad Bey, le fils du pacha de Tripoli Yusuf Karamanli. Elle est à Derna le 21 juin[2]. Della Cella recueille des observations sur le caractère et les mœurs des habitants du pays.
- 20 avril, Sokoto : mort d’Usman dan Fodio[3] au cours d’une crise de folie. Son empire est une première fois partagé entre son fils Mohammed Bello et son frère Abdoullahi (en).
- 8 mai : le dey d’Alger, dont la flotte a été endommagé par le bombardements de 1816, reçoit le soutien de la Porte qui envoie une frégate en présent[4].
- Mai : début d’une épidémie de peste en Algérie[4] (fin en février 1818).
- 5 juillet, Madagascar : Radama Ier entre à Tamatave, à la tête de 30 000 soldats et soumet le roi Betsimisaraka, Jean-René[5]. Il lance sa première grande offensive vers l’est, soumet les Bezanozano et étend son autorité sur la région de Tamatave. Son armée entraînée par des instructeurs britanniques et équipée de fusils et de canons à petit calibres, vient à bout de toutes les résistances[6].
- 7 septembre : traité d’amitié entre le royaume Ashanti et les Britanniques (Thomas Edward Bowdich)[7].
- 8 septembre : assassinat du dey d’Alger Omar Agha. Devant l’insécurité grandissante, son successeur Ali Khodja abandonne sa résidence de la Djenina pour la Casbah[8].
- 23 octobre, Madagascar : le gouverneur britannique de l’île Maurice, sir Robert Farquhar, signe un premier traité britannico-malgache. Radama Ier reçoit des Britanniques le titre de roi de Madagascar. Il s’engage à supprimer l’esclavage et les Britanniques lui promettent des compensations. Les clauses de ce traité sont assez mal respectées de part et d’autre, mais favorisent les ambitions de Radama[9].
- Les Zoulous assimilent les Langeni[10].

### Amérique

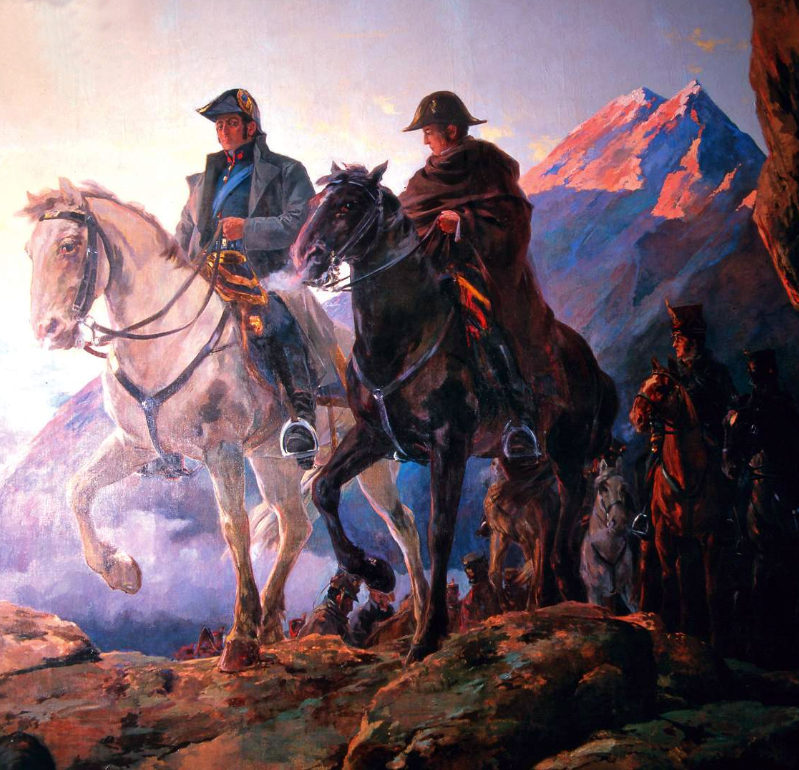
Janvier, Guerres d'indépendance en Amérique du Sud : les libérateurs José de San Martín et Bernardo O'Higgins traversent les Andes.

- 8 janvier : ordonnance de Louis XVIII interdisant l'introduction d'esclaves noirs dans les colonies françaises.
- 17 janvier : le général argentin José de San Martín (1778-1850) quitte Mendoza et traverse la Cordillère des Andes vers le Chili et le Pérou à la tête d’une armée de libération[11].
- 18 janvier : première tentative des patriotes vénézuéliens pour prendre Angostura[12] ; début de la campagne de Guyane dans la guerre d'indépendance du Venezuela.

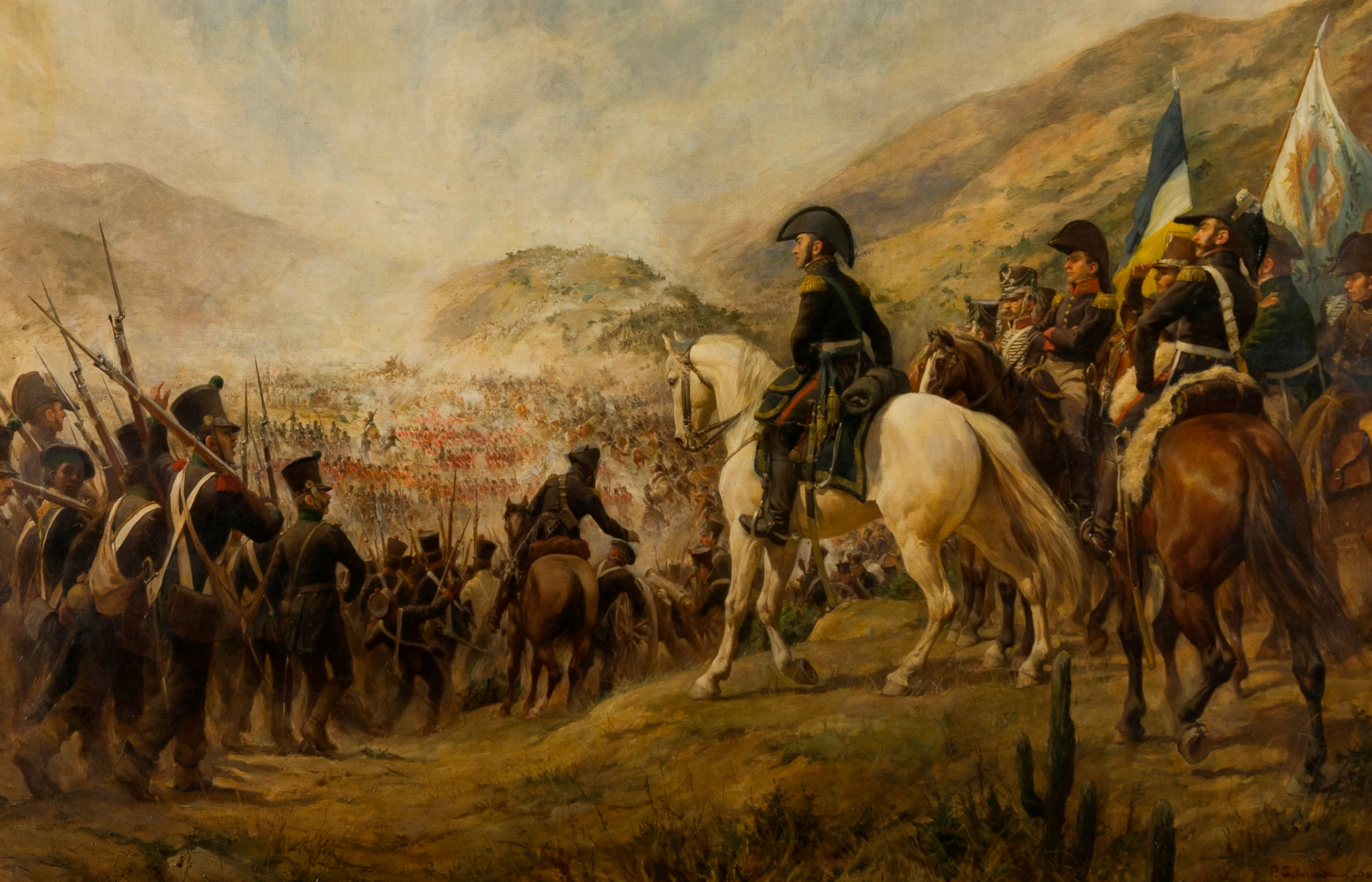
12 février : bataille de Chacabuco.

- 12 février : Bernardo O'Higgins (1776-1842) et José de San Martín sont vainqueurs à la bataille de Chacabuco, au Chili[11].

- 4 mars : début de la présidence démocrate républicaine de James Monroe aux États-Unis (fin en 1825)[13].

- 6 mars, Brésil : début de la révolution Pernambucana à Recife, dirigée par Domingos José Martins, négociant libéral formé au Royaume-Uni, lié aux officiers pernamboucains[14]. Un incident -un Portugais est frappé par un soldat brésilien- déclenche la révolution. Un gouvernement provisoire est constitué, dirigé par João Ribeiro, un prêtre, assisté de Domingos Martins. Il diminue les impôts et augmente la solde des troupes. Il publie un manifeste, le Preciso. Le mouvement tente de s’étendre à tout le Nord, mais le roi envoie contre lui l’armée de terre et une escadre de la marine. La répression est féroce, arrêtée par une amnistie royale le 6 février 1818[15].
- 8 mars : création de la bourse de New York sous le nom de New York Stock & Exchange Board[16].
- 11 avril : victoire des patriotes vénézuéliens à la bataille de San Félix[17].
- 15 avril : le libéral espagnol Francisco Javier Mina débarque avec 308 volontaires à Soto la Marina en Nouvelle-Espagne via Londres et La Nouvelle-Orléans, pour lutter pour l'indépendance du Mexique ; le 22 avril, Mina fait circuler un manifeste disant qu'il ne combat pas contre l'Espagne mais contre la tyrannie du Roi Ferdinand VII[18].
- 28-29 avril : accord naval Rush-Bagot, qui limite la présence navale américaine et britannique sur les Grands Lacs[19].
- 24 mai : les troupes de Francisco Javier Mina marchent vers l'intérieur du Mexique ; le 8 juin elles prennent Valle de Maíz, le 15 Peotillos et le 24 entrent à Fuerte del Sombrero, au nord-est de Guanajuato où elles se joignent aux rebelles de Pedro Moreno[18]. Le vice-roi Juan Ruiz de Apodaca envoie à leur rencontre une force commandée par le maréchal Pascual Liñán.
- 28 juin : victoire des patriotes mexicains de Mina à la bataille de Los Arrastraderos[18].
- 8 juillet : victoire navale des patriotes vénézuéliens à la bataille de Pagallos[20].
- 17 juillet : les patriotes vénézuéliens conduits par Simón Bolívar prennent Angostura[21].
- 4 août : le maréchal Pascual Liñán, chef des forces royalistes, est repoussé par les patriotes mexicains à Fuerte del Sombrero ; Liñán réussit cependant à tenir le fort en état de siège et s’en empare le 20 août[18].
- 1er septembre : victoire des patriotes mexicains à la bataille de Cerro de Cóporo[22].
- 3 septembre : victoire des patriotes mexicains à la bataille de San Diego de la Unión[22].
- 23 septembre : compromis entre le Royaume-Uni et le roi d’Espagne au sujet du trafic des Noirs dans les colonies espagnoles : les Britanniques obtiennent l’extinction du trafic au nord de l’Équateur. Il est maintenu au sud jusqu'au du 30 mai 1820[23].
- 27 octobre, Mexique : Liñán fait prisonnier Mina au ranch del Venadito, près de Silao. Mina est fusillé le 11 novembre[18].
- 30 octobre : Simón Bolívar, à partir de son quartier général de Angostura, instaure un Conseil d’État. Le 10 novembre, il convoque un congrès des provinces vénézuéliennes à Angostura et se fait déclarer chef suprême du gouvernement[24]. Il s’assure la maîtrise de la Grande Colombie (créée en 1819) entre 1817 et 1821.
- 8 novembre : la Guyane est restituée à la France[25].
- 30 novembre : début de la première Guerre séminole aux États-Unis (1817-1819)[26].
- 10 décembre : le Mississippi devient le vingtième État de l'Union américaine[27].
- 26 décembre : le général Andrew Jackson prend les commandes de la guerre contre les Séminoles, avec l’autorisation de les poursuivre en Floride. Il profite de l’occasion pour prendre ce territoire à l’Espagne[28].

### Asie
- 1er janvier : le roi birman Bagyidaw envahit l’Assam, situé à l’ouest de son royaume. Fidèle à la tradition des souverains de la dynastie Konbaung, il tente ainsi de rétablir l’unité du royaume. Après la bataille de Ghiladhari (27 mars), il retire ses forces en avril après avoir reçu une forte indemnité[29].
- 20 janvier : création du Hindu College, premier établissement d’enseignement moderne en Inde[30].

- 16 mai : prise de Fort Duurstede. Début de la révolte de Thomas Matulessy aux Moluques. Il est capturé puis exécuté le 16 décembre[31].

- 19 août, Jessore : début d’une épidémie de choléra, amenée à se diffuser du sous-continent indien dans l’ensemble du continent asiatique (Japon et Philippines), puis en Afrique orientale pour toucher l’Europe dans les années 1830[32].

- 10 septembre : insurrection à Ceylan contre les Britanniques, réprimée avec difficulté[33].

- 5 novembre : 
  - Traité de Gwalior[34]. Les États Rajputs signent des traités qui les mettent sous la tutelle anglaise (1817-1823).
  - Début de la troisième guerre Marathe en Inde. Extermination des Pindarî, groupe de pillards établis en Inde centrale, issus des armées Marathes (1817-1818). Le peshwâ profite de l’insécurité pour attaquer la résidence britannique de Poona (5 novembre), mais les Britanniques reprendront la ville et le peshwâ sera capturé en 1818[35]. Début des campagnes de lord Hastings contre les Marathes.

- Début du règne de Manthaturat, roi de Luang Prabang[36] (fin en 1836). Il s’efforce de ménager à la fois le Siam et le Vietnam.

### Europe
- 28 janvier : attentat contre le Prince Régent du Royaume-Uni à l'occasion de l'ouverture du Parlement[37].

- 4 mars : l’habeas corpus est suspendu au Royaume-Uni[38] (fin en 1820).
- 10 mars : les Blanketeers du Lancashire, bande de chômeurs de l’industrie textile, organisent une marche sur Londres[39].

- Printemps : grande famine en Slovénie[40].

- 2 mai, Russie : oukaze de fondation du Lycée Richelieu à Odessa. Il est inauguré le 7 janvier 1818[41].

- Juin : les tisserands des campagnes du Derbyshire se soulèvent. Le gouvernement de lord Liverpool mobilise l’armée contre les mouvements sociaux[42].
- 11 juin : concordat en France[43].

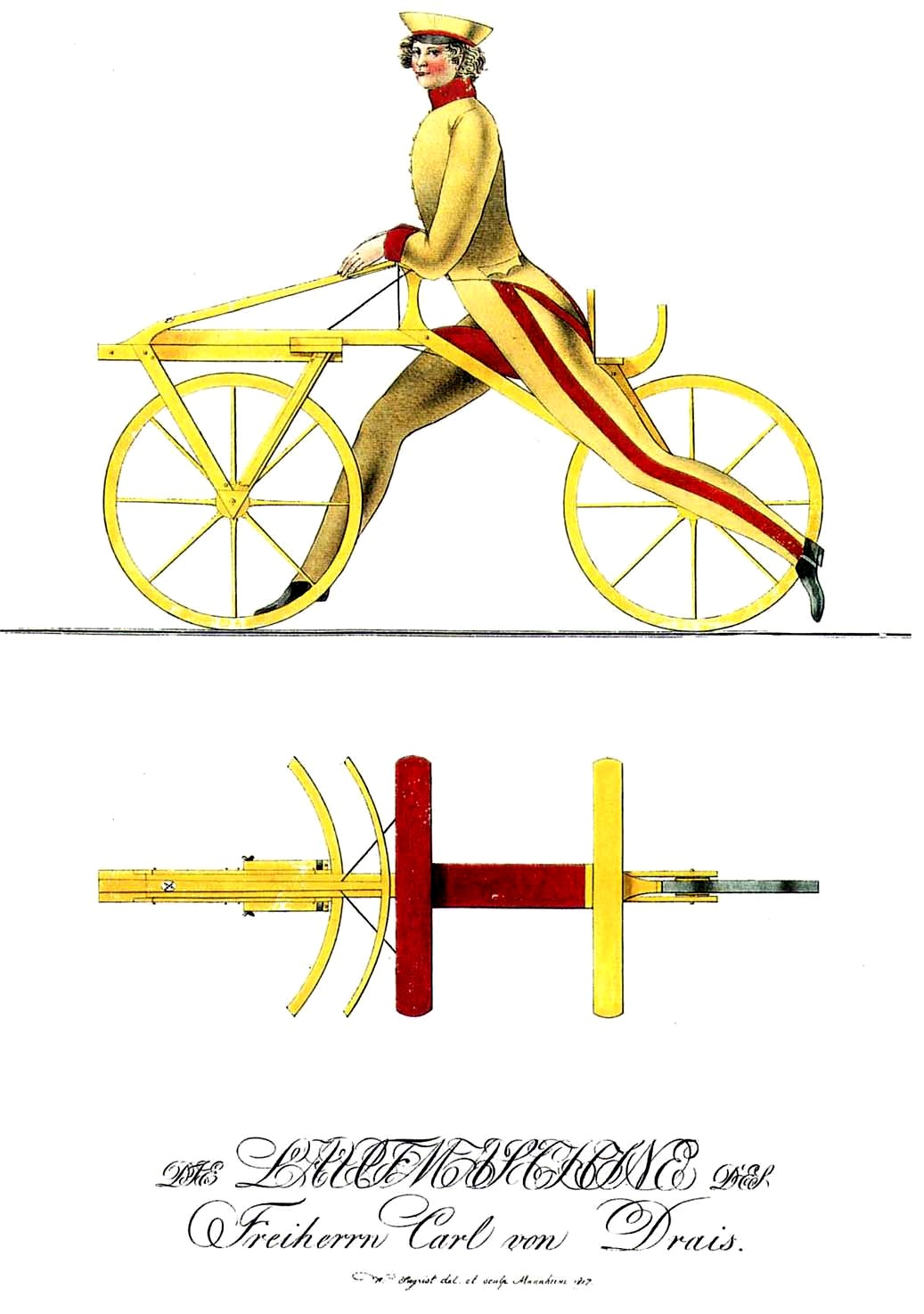
12 juin : la draisienne.

- 12 juin : Karl Drais parcourt plus de 14 km en 1 heure sur sa draisienne, qu'il vient d'inventer[44].

18 juin : inauguration du Waterloo Bridge, toile de John Constable

- 18 juin : ouverture du Pont de Waterloo à Londres[45].
- 20 juin : traité de Paris ; la possession du duché de Parme, Plaisance et Guastalla est confirmée à Marie-Louise d'Autriche[46].

- 17 juillet : concordat du royaume de Piémont, prévoyant la restauration des tribunaux ecclésiastiques[47].
- 24-25 juillet : échec du soulèvement carbonariste de Macerata, dans les Marches pontificales[48]. La police parvient à infiltrer la Charbonnerie en Italie.
- 27 juillet, Serbie : assassinat de Karageorges. La Filikí Etería tente de remettre Karageorges à la tête de la Serbie à la place de Milos Obrenovic jugé trop favorable à la Porte, mais ce dernier fait assassiner Karageorges[49].

- 25 août : affranchissement des serfs de Courlande[50].

- 27 septembre : fondation officielle de l’Église protestante allemande[51]. Le roi Frédéric-Guillaume III de Prusse souhaite ainsi réunir les Églises réformées et luthériennes au moment où elles tentent de rompre les liens avec l’État en affirmant leur droit à la dissidence.

- 1er octobre : création de la Société des philomates à Wilno avec Adam Mickiewicz[52]. En décembre, Panta Koïna (tous ensemble) est créée à Varsovie[53]. Ces sociétés secrètes se répandent parmi la jeunesse étudiante des universités polonaises.

- 18 octobre : 

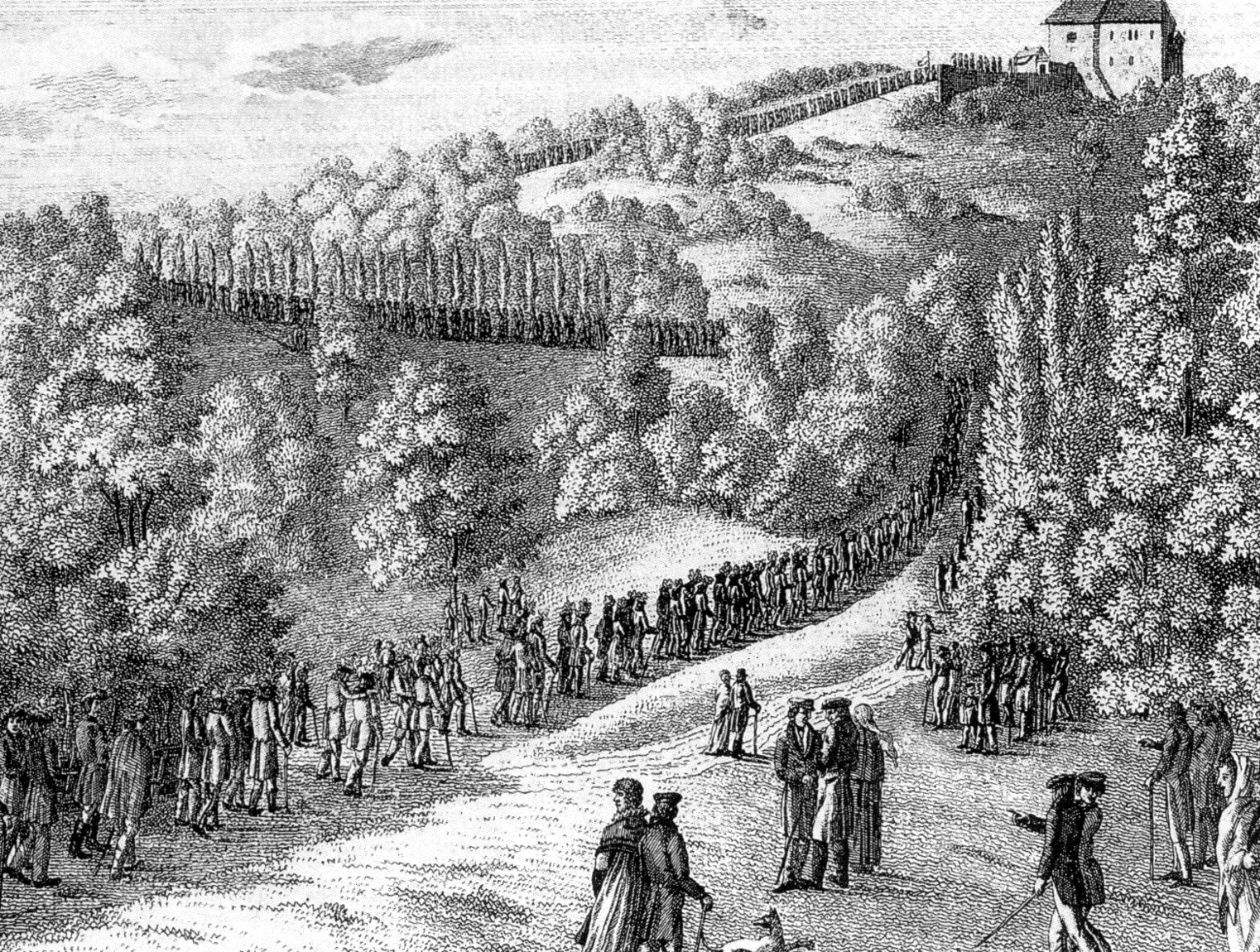
18 octobre : fête de la Wartburg.

  - Fête de la Wartburg, en Prusse, célébrée à l’occasion du tricentenaire de la Réforme, au cours de laquelle les étudiants font un autodafé d’écrits réactionnaires. La manifestation connaît un tel succès que le roi de Prusse fait arrêter ses participants[54].
  - Portugal : le libéral Gomes Freire de Andrade, chef de la loge « Régénération » est exécuté pour conspiration avec onze de ses compagnons[55].
    - Les libéraux portugais s’associent dans le « Conseil suprême régénérateur du Portugal, du Brésil et des Algarve ».
- 24 octobre : création d’un ministère de l'instruction publique et des cultes réunis sous la houlette du prince Golitsyne[56].

- 6 novembre : Milos Obrenović devient prince héréditaire en Serbie[57].
  - La Serbie obtient le statut de principauté autonome. Elle dispose d’une assemblée nationale et d’une armée. Les Ottomans sont représentés à Belgrade par un gouverneur et peuvent entretenir des garnisons dans le pays.

- Metternich devient principal ministre de l’empire des Habsbourg[58].

## Naissances en 1817
- 1er janvier : Georges Bouet, peintre et archéologue français († 4 septembre 1890).
- 2 janvier : François Chabas, égyptologue français († 17 mai 1882).
- 6 janvier : Jean Henri Chouppe, peintre, aquarelliste et lithographe français († 28 mars 1894).
- 14 janvier : Charles-Henri Michel, peintre, dessinateur et pastelliste français († 6 janvier 1905).
- 17 janvier : Eugène Lagier, peintre français († 27 mai 1892).
- 22 janvier :
  - Eugen Adam, peintre allemand († 6 juin 1880).
  - Luther Hamilton Holton, homme d'affaires et homme politique canadien († 14 mars 1880).
- 26 janvier : Jean-Baptiste André Godin, industriel français, inspiré par le socialisme utopique († 15 janvier 1888).
- 30 janvier : Adolphe Yvon, peintre français († 11 septembre 1893).

- 3 février : Émile Prudent, compositeur et professeur de musique français († 14 mai 1863).
- 9 février : Eugenio Lucas Velázquez, peintre espagnol († 11 septembre 1870).
- 12 février : Socrate Vorobiov, peintre paysagiste et graveur russe († 9 septembre 1888).
- 15 février : Charles-François Daubigny, peintre français († 19 février 1878).
- 17 février : Angiolo Tricca, peintre italien († 23 mars 1884).
- 18 février : Johannes Bosboom, peintre et aquarelliste belge († 14 septembre 1891).
- 19 février : Gabriel Tyr, peintre français († 16 février 1868).
- 22 février : Niels Wilhelm Gade, compositeur danois († 21 décembre 1890).
- 23 février : George Frederic Watts, peintre et sculpteur britannique († 1er juillet 1904).
- 27 février : Alexandre Robert, peintre et portraitiste belge († 13 décembre 1890).

- 4 mars : John Bost, pasteur calviniste et revivaliste suisse et français († 1er novembre 1881).
- 6 mars : Nicolas Swertschkoff, peintre russe († 25 juillet 1898).
- 7 mars :
  - Alexandre Antigna, peintre français († 26 février 1878).
  - Louis-Auguste Moreaux, peintre franco-brésilien († 30 octobre 1877).
- 16 mars : Jules d'Aoust, compositeur et homme politique français († 21 janvier 1886).
- 17 mars : Auguste Gendron, peintre français († 11 juillet 1881).
- 23 mars :
  - José Victorino Lastarria, avocat, écrivain, homme de lettres et homme politique chilien († 14 juin 1888).
  - Arabella Elizabeth Roupell, Illustratrice botanique anglaise († 31 juillet 1914).
- 24 mars : Louis-Aimé Maillart, compositeur français († 26 mai 1871).

- 7 avril : Philip John Ouless, peintre, aquarelliste, paysagiste et portraitiste jersiais († 22 juin 1885).
- 16 avril :
  - Rudolph von Delbrück, homme politique prussien et allemand († 1er février 1903).
  - Antonio García Reyes, journaliste et homme politique chilien († 16 octobre 1855).
- 22 avril : Andrew Gregg Curtin, homme politique américain († 7 octobre 1894).
- 30 avril : Julius Berends, homme politique allemand († 17 juin 1891).

- 11 mai : Léon Désiré Alexandre, peintre français († 17 février 1886).
- 17 mai : Thomas Davidson, paléontologue britannique(† 14 octobre 1885).
- 20 mai : Marcel Verdier, peintre français († 1856).

- 4 juin : Édouard Lacretelle, peintre français († 3 mai 1900).
- 12 juin : Félix Antoine Appert, militaire et diplomate français de XIXe siècle, général de corps d'armée († 18 avril 1891).
- 13 juin : Antonio de Torres, luthier espagnol († 19 novembre 1892).
- 14 juin : Charles-Auguste Fraikin, sculpteur belge († 22 novembre 1893).
- 15 juin : Enrico Pollastrini, peintre italien († 12 janvier 1876).
- 26 juin : Branwell Brontë, peintre et écrivain britannique († 24 septembre 1848).
- 27 juin : Thomas German Reed, compositeur, directeur musical, acteur, chanteur et directeur de théâtre anglais († 21 mars 1888).

- 3 juillet : Léon Bouchaud, peintre français († 14 juillet 1868).
- 5 juillet : Hippolyte Lazerges, peintre orientaliste et compositeur français († 24 octobre 1887).
- 6 juillet : Rudolph Albert von Kölliker, biologiste suisse († 2 novembre 1905).
- 7 juillet : Christen Andreas Fonnesbech, homme d'État danois  († 17 mai 1880).
- 8 juillet : Louis Riffardeau de Rivière, sénateur du Cher († 31 août 1890).
- 12 juillet :
  - Alphonse Nothomb, homme politique belge († 14 mai 1898).
  - Henry David Thoreau, essayiste, mémorialiste et poète américain(† 6 mai 1862).
- 29 juillet : Ivan Aïvazovski, peintre russe d'origine arménienne († 5 mai 1900).
- 30 juillet : Augustin Lamy, peintre français († 19 septembre 1898).

- 4 août : Dominique Antoine Magaud, peintre français († 23 décembre 1899).
- 14 août : Ali III Bey, bey de Tunis († 11 juin 1902).
- 17 août : Julius Lange, peintre allemand († 25 juin 1878).
- 27 août : Félix Petit, militaire, administrateur de presse et compositeur français († 25 décembre 1914).

- 5 septembre : Frédéric Legrip, peintre et lithographe français († 2 décembre 1871).

- 5 octobre : Eduard Franck, compositeur et pianiste allemand († 1er décembre 1893).
- 11 octobre : Étienne-Antoine Parrocel, peintre et écrivain français († 27 novembre 1896).
- 13 octobre : William Kirby, écrivain, journaliste et homme politique canadien († 23 juin 1906).
- 17 octobre :
  - Alfred Des Cloizeaux, minéralogiste français († 6 mai 1897).
  - Syed Ahmad Khan, magistrat, éducateur et réformateur islamique indien († 27 mars 1898).
- 25 octobre : Lothar Bucher, homme politique, fonctionnaire et journaliste prussien († 12 octobre 1892).
- 31 octobre : Friedrich Voltz, peintre allemand († 25 juin 1886).

- 3 novembre : Ernest Hébert, peintre français († 5 novembre 1908).
- 4 novembre : Carlos Tejedor, juriste et homme politique argentin († 3 janvier 1903)
- 12 novembre :
  - Bahá’u’lláh le fondateur de la foi Bahá’ie († 29 mai 1892).
  - Gustav Nottebohm, musicologue, éditeur de musique, pianiste,  compositeur et professeur de musique allemand († 29 octobre 1882).
- 13 novembre : Louis James Alfred Lefébure-Wély, pianiste, organiste, improvisateur et compositeur français († 31 décembre 1869).
- 22 novembre : François Bonvin, peintre et graveur français († 19 décembre 1887).
- 27 novembre : Juan Gregorio Pujol, avocat et homme politique argentin († 16 août 1861).
- 30 novembre : Theodor Mommsen historien allemand († 1er novembre 1903).

- 2 décembre :
  - José Mármol, écrivain et homme politique argentin († 9 août 1871).
  - Heinrich von Sybel, historien et homme politique allemand († 1er août 1895).
- 10 décembre : Alexander Wood, médecin écossais († 26 février 1884).
- 19 décembre : Charles Dancla, violoniste et compositeur français († 10 octobre 1907).
- 28 décembre : Léon Houtart, industriel et homme politique belge († 12 mai 1889).
- 29 décembre : Louis Hector Pron, peintre français († 5 novembre 1902).

- Date précise inconnue :
  - Joaquín Domínguez Bécquer, peintre espagnol († 26 juillet 1879).
  - ou 15 avril 1811, Katarina Ivanović, peintre serbe († 22 septembre 1882).
  - Francesco Monachesi, peintre italien († 1910).
  - Raffaele Spanò, peintre italien († 1863).

## Décès en 1817
- 1er janvier : Martin Heinrich Klaproth, chimiste allemand (° 1er décembre 1743).
- 14 janvier : Pierre Alexandre Monsigny, compositeur d’opéra-comique (° 17 octobre 1729).
- 23 janvier : Antoine Brice, peintre belge (° 26 mai 1752).
- 28 janvier : Friedrich Ludwig Æmilius Kunzen, compositeur et chef d'orchestre allemand (° 24 septembre 1761).
- 18 février : Jean-Baptiste de Grateloup, graveur français (° 15 février 1735).
- 11 mars : Jean-Baptiste Poncet-Delpech, homme politique, magistrat, homme de lettres français (° 12 septembre 1743).
- 15 mars : Jean Népomucène Hermann Nast, fabricant de porcelaine autrichien naturalisé français (° 13 mai 1754).
- 12 avril : Charles Messier, astronome français (° 26 juin 1730).
- 16 avril : Martin Drolling, peintre français (° 19 septembre 1752).
- 22 avril : Francesco Carboni, linguiste, traducteur et écrivain italien {° 12 mars 1746)
- 20 avril : Louis-Bernard Coclers, peintre, actif à Liège, à Rome, en Hollande et à Paris (° 5 mai 1741).
- 10 mai : Jean-Sifrein Maury, cardinal français, archevêque de Paris (° 26 juin 1746).
- 21 juin : António de Araújo e Azevedo, scientifique et homme politique portugais et brésilien (° 14 mai 1754).
- 9 juillet : Jean-Antoine-Théodore Giroust, peintre français (° 10 novembre 1753).
- 14 juillet : Madame de Staël, romancière et essayiste française d'origine valdo-genevoise (° 22 avril 1766).
- 18 juillet : Jane Austen, écrivain britannique (° 16 décembre 1775).
- 7 août : Pierre Samuel du Pont de Nemours, philosophe, journaliste, économiste, homme politique, diplomate, et entrepreneur français (° 14 décembre 1739).
- 4 octobre : Étienne-François Le Tourneur, homme politique français (° 15 mars 1751).
- 15 octobre : Tadeusz Kościuszko, révolutionnaire polonais (° 4 février 1746).

- 18 octobre :
  - Étienne Nicolas Méhul, compositeur (° 22 juin 1763).
  - José Antonio de Rojas, homme politique chilien (° 1732).

- 8 novembre : Andrea Appiani, peintre italien (° 31 mai 1754).
- 9 novembre : Theodosia Blachford, philanthrope irlandaise (° 1744).
- 14 novembre : Policarpa Salavarrieta, femme résistante de l'indépendance en Colombie (° 26 janvier 1795).
- 23 novembre : William C. C. Claiborne, homme politique américain (° 1775).

- 8 décembre : Carlo Labruzzi, peintre et graveur italien (° 6 novembre 1748).

- Date inconnue :
  - Claude Hoin, peintre français (° 25 juin 1750).
  - Simeon Lazović, peintre serbe (° vers 1745).